# Puivelde
Puivelde (Frans: Puyvelde) is een gehucht van de voormalige Belgische gemeente Belsele, op haar beurt een deelgemeente van de stad Sint-Niklaas.

## Parochie

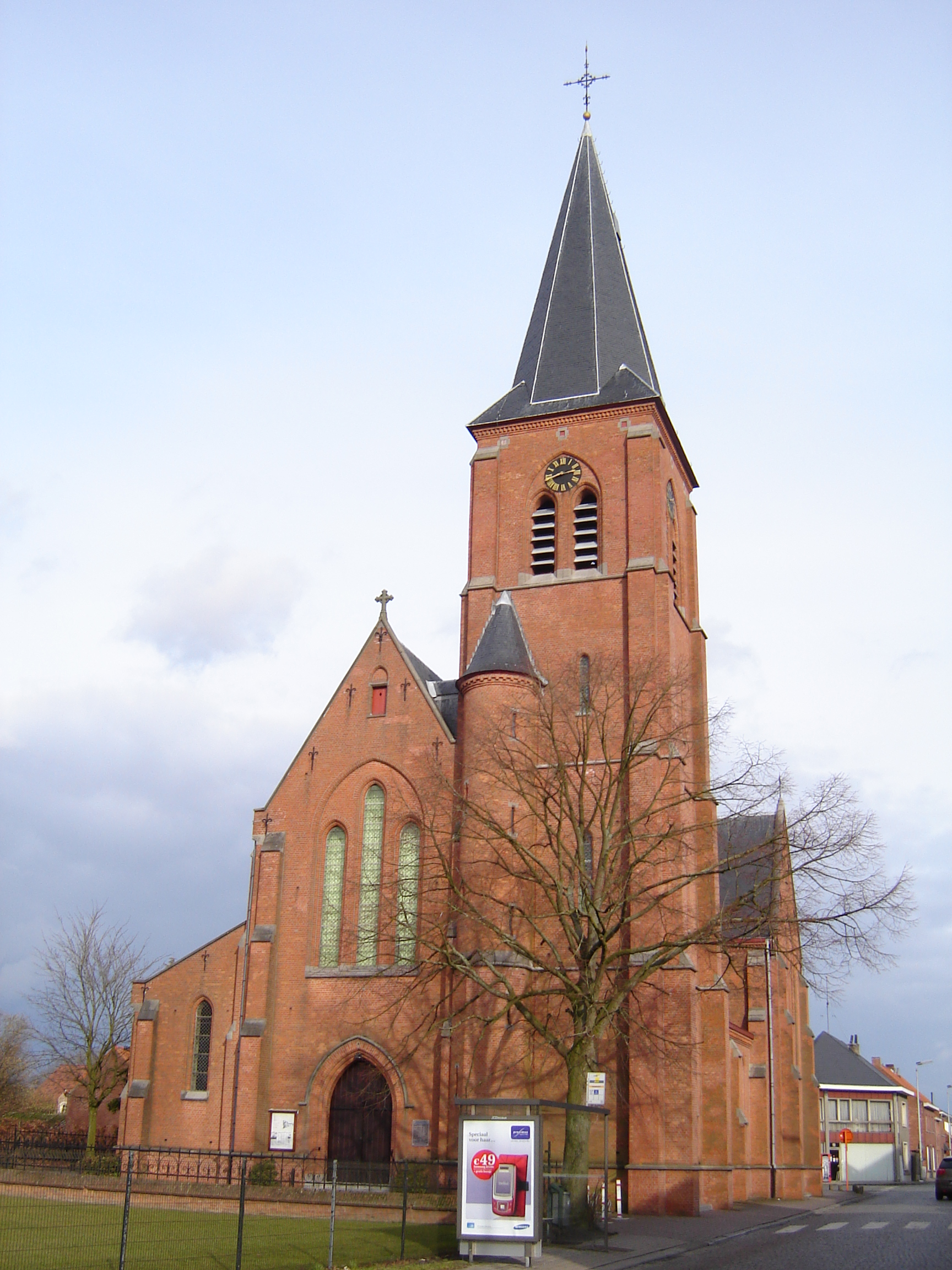
Sint-Jobkerk.

Puivelde is sinds 1897 een zelfstandige parochie met zijn eigen Sint-Jobkerk. Reeds in 1414 stond er een kapel, die in 1636 werd herbouwd. Vanaf 1801 werd zij de hulpkerk van Belsele. De huidige neogotische kerk (1906) werd gebouwd naar de plannen van architect Hendrik Geirnaert. In de kerk bevindt zich een aantal waardevolle werken, onder andere het retabel van het hoofdaltaar, een werk van de beeldhouwer Leonard Blanchart (1905-1909) en de kruiswegstaties zijn van de hand van kunstenaarbeeldhouwer Alois De Beule uit Gent. Het geklasseerde orgel uit 1859 werd gemaakt door de Brugse orgelbouwer François Hooghuys.
De parochie telt vier kapellen: de Lourdeskapel, de Kapel van Onze-Lieve-Vrouw van Zeven Smarten, de Kapel van Onze-Lieve-Vrouw van Fatima en de Kapel Onze-Lieve-Vrouw Troost in Nood (ook wel Boskapel genoemd).

In 2006 werd het eeuwfeest van de kerk gevierd door de inwoners, deze schonken €7.500 voor het maken van een glasraam ter herinnering.

## Naamfeesten

### Sint-Antoon
Per opbod verkoopt men jaarlijks aan de kerk op 17 januari etenswaren, meer bepaald varkenskoppen of andere 'fijne vleeswaren'. De opbrengst gaat naar mensen in nood, dit alles omwille van het naamfeest van Sint-Antoon op die dag. De traditie dateert al uit de middeleeuwen, toen de landbouwers er via de verkoop aan Sint-Antonius bescherming vroegen voor hun veestapel tegen de pest en andere plagen.
In 2021 ging voor het eerst in de geschiedenis van het volksfeest de viering niet door vanwege de uitgebroken coronapandemie.
Niet alleen in Puivelde, maar ook onder meer in Edegem en Iddergem (deelgemeente van Denderleeuw, nvdr.) wordt Sint-Antoon nog vereerd. Vanuit die laatste gemeente is er nu een initiatief gestart om een overzicht samen te stellen van de bestaande Sint-Antoniusvieringen in Vlaanderen en het daaraan verbonden erfgoed.

### Onze-Lieve-Vrouw-Geboorte
Buiten het dorp is er het bedevaartsoord Boskapel. Op 8 september is er de jaarlijkse bedevaart naar aanleiding van het feest van Onze Lieve Vrouw Geboorte.

## Puivelde Koerse
Deze wielerwedstrijd wordt jaarlijks, ter gelegenheid van de kermis, in de tweede week van mei gereden en lokt elk jaar duizenden supporters. Er zijn telkens gespreid over verschillende dagen wedstrijden voor beroepsrenners – Elite sg – Elite Z/C en beloften.

## Voetbal
Het dorp heeft een eigen voetbalclub, namelijk FC Puivelde. Deze is gelegen in de Kruisstraat. FC Puivelde speelt in de hoogste afdeling van Walivo, het Waas Liefhebbers Voetbal, in de zaterdagreeks.

## Poëzie
Sinds 2000 heeft Puivelde een eigen Poëziepad dat twaalf gedichten telt die alle geschreven werden bij de plek waar elk gedicht staat. Dichters thuis in Puivelde is een tweejaarlijks evenement waarbij een zestal dichters een hele namiddag voorlezen in huiskamers verspreid over het dorp. Daarna volgt telkens nog een afsluitend optreden met poëzie en muziek in de Sint-Jobkerk.

## Bekende inwoners
- Jos De Meyer, politicus
- Piet Brak (pseudoniem van Piet Bracke), dichter en plastisch kunstenaar (° 1943 - † 2016)
- Moniek Vermeulen, jeugdschrijfster
- Frank Pollet, dichter en (jeugd)auteur
- Yannick Van de Velde, pianist
- Albert Van Vlierberghe, wielrenner (° 1942 - † 1991)

## Nabijgelegen kernen
Sinaai, Stekene, Belsele, Sint-Pauwels, Sint-Niklaas